# Giovanni Boccaccio
Giovanni Boccaccio (16. lipnja 1313. – 21. prosinca 1375.), talijanski pisac.

## Životopis
Sam pisac tvrdio je kako je rođen potkraj 1313. godine u Parizu kao plod vanbračne ljubavi francuske plemkinje Gianne i trgovca Boccaccia de Chelina iz toskanskog grada Certalda. Godine 1325. ili nešto prije otac ga je poslao u Napulj kako bi stekao trgovačka znanja, pa je tako nepovratno izgubio šest godina mladosti. Još šest godina izgubio je nagovorivši oca da financira studij kanonskog prava. Međutim, jer je Boccaccio za sebe govorio da je već u majčinoj utrobi od prirode bio određen za pjesnička razmatranja, sav se posvetio bavljenju pjesništvom. Znanja o pjesničkom umijeću stekao je sam učeći vještine pjesništva.
Mladi je Boccaccio odrastao u Firenzi. Njegov otac radio je tvrtki Compagnia dei Bardi koja se bavila trgovinom i bankarskim poslovima.Giovannijev se otac dvadesetih godina 14. stoljeća vjenčao s Margheritom del Mardoli. Godine 1326. seli se u Napulj zajedno s obitelji kada je njegov otac postao šef poslovnice Compagnia dei Bardi u Napulju. Otac je imao želju da se sin bavi istim poslom kao i on, ali Giovanni nije pokazivao ni najmanji interes za trgovinu i bankarstvo.
U napuljskom razdoblju života, u kojem se uglavnom oblikuje njegova intelektualna fizionomija i književna kultura, piščevoj je prirodi osobito pogodovala raskošna, galantna sredina anžujskog dvora, gdje je bio prihvaćen zahvaljujući vezama koje je već njegov otac imao s moćnom bankarskom kućom Bardi. Godine 1340. propala je banka obitelji Bardi zato što engleski kralj nije mogao platiti dugove, a zajedno s bankom propao je i novac koji je u nju uložio Boccacciov otac. Pjesnik je bio primoran vratiti se u Firenzu i posvetiti se korisnijem poslu.
Početkom tridesetih godina 14. stoljeća budući tvorac "Decamerona" postao je otac dvoje nezakonite djece (Mario i Giulio). Desetak godina kasnije otac je još jednog nezakonitog djeteta (Violante) koje je rođeno u Ravenni gdje je Boccaccio bio gost Ostatija I da Polenta (1345. – 1346.). 
Prvi Boccaccijevi književni pokušaji bili su roman Filocolo (1336.), spjev Filostrato (1336.) i poema Teseida (1339.). Za njegov književni rad inspirirala ga žena koju će u svojim pjesmama nazvati Fiammettom. Nakon 1340. i narednih pet godina nastaju djela - ekloga Ninfale d' Ameto, alegorijska poema Amorosa visione, prozna Elegia di madonna Fiammetta i pastoralna pjesma Ninfale Fiesolano. Sudbonosne 1348. godine dok je kuga nemilice morila Fiorentince započeo je pisati knjigu koja se zove Dekameron. To jedinstveno remek-djelo svjetske književnosti dovršeno je pet godina kasnije. Djelo se sastoji od stotinu novela što ih je, prema okvirnoj fabuli, u roku od deset dana ispripovijedalo sedam žena i trojica mladića koji su iz okuženog grada pobjegli u raskošnu vilu na fiesolanskim brežuljcima. Oslobođene klasicističkog, moralizatorskog i zdravorazumskog balasta, te novele sačinjavaju cjelovitu kompoziciju od stotinu živih slika u kojima ne samo da je odražen život jednog doba, nego je izražen, u čitavoj svojoj punoći i jedan individualan doživljaj smisla (i besmisla) ljudskog postojanja.
U posljednjem razdoblju svoga stvaralaštva Boccaccio je više učenjak nego umjetnik te, osim satire Corbaccio o labirinito d'amore (1354. – 1355.), piše svoja djela u humanističkom duhu i na latinskom jeziku.Pored toga napisao je i šesnaest ekloga pod naslovom Bucolicum carmen; anegdotske zbirke De casibus virorum illustrium i De claris mulieribus. Te petnaest knjiga De genealogiis deorum gentilium u kojima je antička mitologija protumačena u njenom povijesnom, alegorijskom, moralnom i simboličkom smislu. Boccaccio je također bio prvi dantist. O davnašnjoj njegovoj ljubavi prema Danteu svjedoče Trattatello in laude di Dante (1357. – 1362.) te komentar prvih 17 pjevanja Pakla.
Boccaccio je uživao veliki ugled i bio je cijenjen kod svojih sugrađana te mu je komuna povjeravala različita putovanja u svojstvu poklisara u Ravenu, Rim i Avignon i drugdje. Godine 1362. pjesnik doživljava duhovnu krizu izazvanu pozivom nekog redovnika, Gioacchina Cianija, da misli na smrt te da se odrekne svjetovnih interesa pa i književnosti. Posljednje godine života pjesnika je pratila bolest i oskudice. Nisu uspjeli njegovi pokušaji da dobije sigurnu i unosnu službu u Napulju, te se sklonio u Certaldo. Odatle se odazvao pozivu firentinske komune da javno tumači Danteovu Božanstvenu komediju, ali je tu svoju zadnju djelatnost zbog bolesti morao prekinuti. Umro je u Certaldu 21. prosinca 1375. godine u 62. godini života.
Ma koliko željeli, Boccaccia ne možemo tako jednostavno svesti na lako rješivu šematsku ličnost. Ispod prividne jednostavnosti nailazimo na složenu osobu u kojoj istovremeno živi: " nekoliko nedovoljno stopljenih ljudi: erudit, umjetnik, trubadur, književnik i svjetski čovjek.